# Živorodka živorodá
Živorodka živorodá, česká synonyma živorodka zlatoskvrnná (latinsky: Poecilia vivipara, slovensky: molinézia živorodá, anglicky: Spotsided livebearer). Ryba se vyskytuje ve sladkých vodách Amazonie, resp. v Jižní Americe. Rybu objevili Marcus Elieser Bloch, německý lékař a biolog (1723, Ansbach, Německo – 1799, Karlovy Vary) a Johann Gottlob Schneider, německý klasicista a přírodovědec (1750, Saské kurfiřtství – 1822, Vratislav, Polsko), druhým z nich byla vědecky popsána v roce 1801.

## Popis
Základní zbarvení je olivově zelené, na přední části těla a břichu stříbřité. Hřbetní ploutev je žlutá s tmavou skvrnou, která je i na bocích. Tělo je zakulacené a celkově robustní. V dospělosti se u samců objevuje žlutá barva v břišní části. Samci dorůstají 3,8 cm a samice 7,8 cm. Pohlaví ryb je snadno rozeznatelné: samci mají pohlavní orgán gonopodium, samice klasickou řitní ploutev.

## Biotop
Původem je ryba z Jižní Ameriky. Vyskytuje se mezi Surinamem a Brazílií, jižně od Laguna dos Patos, Venezuele, na ostrovech Trinidad a Tobago v Karibiku.

## Chov v akváriu
- Chov ryby: Vhodný je chov v samostatné, jednodruhové nádrži nad 100 litrů, s převahou samic. Jde o nenáročnou, adaptabilní rybu. snášející i brakickou vodu. Akvárium by mělo být osázeno řídce. Ideální je nižší sloupec vody, do 30 cm.[pozn. 1][3]
- Teplota vody: 23–27 °C[3]
- Kyselost vody: 7,0–8,0 pH[3]
- Tvrdost vody: 10–20 °dGH[3]
- Krmení: Jedná se o všežravou rybu, preferuje živou potravu, přijímá také vločkové, nebo mražené krmivo. Pro dobré vybarvení a růst by strava měla být pestrá.[3]
- Rozmnožování: Březost trvá přibližně 28 dní, na samici to není znatelné. Rodí přibližně 60 mláďat, max. 100, která jsou velká 6–7 mm a ihned přijímají běžnou potravu. Po porodu je vhodné samici odlovit, projevuje se u ní silný kanibalismus. Samci dospívají po 4 měsících, samice po 5–6 měsících.[3]